# Coedkernew
Coedkernew (en anglais) ou Coedcernyw (en gallois) est une communauté de la cité et borough de comté de Newport, au pays de Galles.

## Géographie
Coedkernew est située au sud-ouest du centre-ville de Newport. Elle comprend plusieurs parcs de bureaux qui abritent notamment le siège de l'Office for National Statistics et celui de l'Intellectual Property Office (en).

## Démographie
Au recensement de 2011, la communauté de Coedkernew comptait 2 183 habitants.